# Ameiva provitaae
Espèce
Ameiva provitaae est une espèce de sauriens de la famille des Teiidae.

## Répartition
Cette espèce est endémique de l'État de Mérida au Venezuela.

## Publication originale
- Garcia-Perez, 1995 : Una nueva especie de Ameiva bifrontata (Sauria:Teiidae) del bolsón·rido de Lagunillas, Cordillera de Mérida, Venezuela. Revista Unellez de Ciencia y Tecnologia, vol. 13, n. 2, p. 127-144.